# Rozszerzenie sieci kontaktów
Rozszerzenie sieci kontaktów – jest techniką nastawioną na pobudzanie klienta działań pomocowych do poznawania większej ilości ludzi, nawiązywania kontaktów z ludźmi o podobnych problemach, instytucji pomocowych. Kontakty te mają ubogacić sieć wsparcia klienta, a także pomóc mu korzystać z doświadczeń innych ludzi.